# Orpheo Keizerweerd
Orpheo Keizerweerd (Paramaribo, 21 november 1968) is een Nederlands voormalig voetballer van Surinaamse komaf.
Keizerweerd speelde in de jeugd bij AZ en voetbalde bij de amateurs van FC de Sloterplas, IJ.V.V. Stormvogels en SV Huizen voordat hij in 1992 prof werd bij Rodez AF in de Franse Ligue 2. Die club kenden financiële problemen en hij ging een half jaar later na een stage op huurbasis naar Oldham Athletic AFC dat speelde in de Premier League. Keizersweerd maakte één invalbeurt in de uitwedstrijd bij Liverpool FC maar kreeg verder geen kansen. Hij voetbalde hierna nog drie jaar bij FC Den Bosch en een half jaar in Spanje bij Real Murcia in de Segunda División B alvorens bij de amateurs van Huizen en DWS zijn loopbaan te besluiten. Ook zijn dochter Lindsey Keizerweerd werd voetbalster.